# James Murray (slittinista)
James Murray (Helena, 20 novembre 1946) è un ex slittinista statunitense.

## Partecipazioni olimpiche
| Competizione | Pos. | Data            | Città     |
| ------------ | ---- | --------------- | --------- |
| Singolo      | 28ª  | 4 febbraio 1968 | Grenoble  |
| Singolo      | 28ª  | 7 febbraio 1972 | Sapporo   |
| Singolo      | 26ª  | 7 febbraio 1976 | Innsbruck |